# 八ヶ山駅
八ヶ山駅（はっかやまえき）は、富山県富山市石坂新にあった富山地方鉄道射水線の駅（廃駅）である。射水線の廃線に伴い1980年（昭和55年）4月1日に廃駅となった。

## 歴史
- 1924年（大正13年）10月12日：越中電気軌道富山北口駅 - 四方駅間開通に伴い御廟口駅（ごびょうくちえき）（初代）として開業[1]。新富山駅起点2.1 km地点[2]。
- 1927年（昭和2年）2月13日：鉄道会社名を越中鉄道に改称。それに伴い同鉄道の駅となる[2]。
- 1929年（昭和4年）6月15日：御廟口駅（初代）廃止。0.7 km四方方に移設の上御廟口駅（2代目）再開業[1]（新富山駅起点2.8 km地点[2]）。
- 1929年（昭和4年）- 1930年（昭和5年）頃：八ヶ山駅に改称[1]。累計キロを新富山駅起点2.7 kmに変更[1]。
- 1943年（昭和18年）1月1日：交通統合に伴い富山地方鉄道射水線の駅となる[1][2]。
- 1974年（昭和49年）4月5日：交換設備廃止[3][4]。
- 時期不詳：業務委託化[5]。
- 1980年（昭和55年）4月1日：射水線の廃線に伴い廃止となる[1][2]。

## 駅構造
廃止時点で、単式ホーム1面1線を有する地上駅であった。ホームは線路の西側（新港東口方面に向かって左手側、旧下り線）に存在した。かつては相対式ホーム2面2線を有する列車交換可能な交換駅であった。駅舎側ホーム（西側）が下り線、対向側ホーム（東側）が上り線となっていた。使われなくなった旧上り線は、交換設備運用廃止後も側線として旧ホームと共に残存していた。
業務委託駅となっていた。駅舎は構内の西側に位置し、築堤上にあるためにホームまでは屋根付きのコンクリート製の階段を下りる形で連絡した。三角屋根を持つ洋館風の駅舎であった。ホームは掘割式で旧上り線側ホームに待合所代わりの上屋を有した。
昭和30年代まで、附近の八ヶ山に「八ヶ山遊園」が営業しており、行楽シーズンなどには当駅発着の臨時列車も運行されたことがあったという。南方には富山ヘルスセンターがあり、学校の遠足などでもよく利用された。
駅の北、八町方には変電所が存在した。

## 駅周辺
- 富山県道7号富山八尾線
- 八ヶ山遊園 - 後に廃園。桜の名所であった[5]。
- 呉羽山公園 - 五百羅漢がある[5]。
- 神通川

## 駅跡
附近の線路跡は富山地鉄バス専用道路となっており、当駅附近が富山方面への入口となっている。この専用道路は鉄道時代の面影を良く残していた。1997年（平成9年）時点ではホームは路盤部分が盛り土された形で残存し、旧上り線側ホームの上屋はバス用に転用されている。駅舎は撤去されたが（時期不詳）、ホームから駅舎への階段は残存し（ただし屋根は撤去された）使用されていた。2006年（平成18年）5月時点でも同様で、駅舎跡の改札口も確認できた。2010年（平成22年）時点でも同様であった。2018年(平成30年)時点駅舎の撤去されたものの、2010年(平成22年)同様改札口は確認できた
駅の北方にあった変電所は1997年（平成9年）時点では残存していたが、その後2006年（平成18年）5月から2008年（平成20年）の間までに解体された。
当駅の屋根付きの待合所は廃止後バスの待合所に転換されたのち2017年頃に解体された。

## 隣の駅
富山地方鉄道
射水線
富山北口駅 - 八ヶ山駅 - 八町駅
かつて当駅（御廟口駅時代）移設に当たり、当駅 - 八町駅間にあった百塚駅（ひゃくづかえき）が廃止された（1924年（大正13年）10月12日開業、1929年（昭和4年）6月15日廃止）。